# Pistolet Taurus PT-52
Taurus PT-52 – brazylijski pistolet samopowtarzalny przeznaczony na amerykański rynek cywilny. Po raz pierwszy zaprezentowany na targach SHOT Show 1995 w Las Vegas. Z oferty firmy Taurus został wycofany z niejasnych powodów w 1996 roku.
Taurus PT-52 był bronią samopowtarzalną działającą na zasadzie odrzutu zamka swobodnego. Mechanizm uderzeniowy kurkowy. Pistolet wyposażony był w bezpiecznik nastawny (skrzydełko po lewej stronie zamka) i zatrzask zamka. Szkielet pistoletu wykonano z tworzywa sztucznego o nazwie Zytel.
Taurus PT-52 oferowany był w dwóch wersjach. PT-52S miał lufę o długości 114 mm i stałe przyrządy celownicze. Wersja ta była przeznaczona głównie do rekreacji. PT-52T miał lufę długości 152 mm, regulowaną mikrometrycznie szczerbinkę i miał pełnić rolę taniego pistoletu sportowego. Obie wersje były przeznaczone dla początkujących strzelców.